# Grace Under Pressure
Albums de Rush
Signals (album)
(1982) Power Windows
(1985)
Grace Under Pressure est le dixième album studio de Rush (1984). Après avoir tourné pour l'album précédent du groupe, Signals (1982), la tournée qui s'est terminée à la mi-1983, Rush a commencé à travailler sur un suivi en Août. Le groupe a décidé de ne pas travailler avec le producteur de longue date Terry Brown, qui avait collaboré avec Rush depuis 1974. Le nouveau matériel accentuait le changement d'orientation du groupe vers un son orienté synthétiseur comme son précédent album. Après quelques difficultés à trouver un producteur approprié qui puisse s'engager, l'album a été enregistré avec Peter Henderson.
Grace Under Pressure a atteint la quatrième place au Canada, la cinquième au Royaume-Uni et la dixième au Billboard 200 où elle a atteint le platine pour avoir vendu un million d'exemplaires.

## Liste des titres
1. Distant Early Warning – 4:59
2. Afterimage – 5:04
3. Red Sector "A" – 5:10
4. The Enemy Within – 4:34
5. The Body Electric – 5:00
6. Kid Gloves – 4:18
7. Red Lenses – 4:42
8. Between The Wheels – 5:44

## Personnel
Rush
- Geddy Lee – basse, synthétiseurs, Moog Taurus, chant
- Alex Lifeson – guitares, synthétiseurs, Moog Taurus
- Neil Peart – batterie, percussion, percussions électroniques